# Arcyriatella
Arcyriatella is een monotypisch geslacht van slijmzwammen uit de familie Trichiidae. De typesoort is Arcyriatella congregata.